# Walenstadt

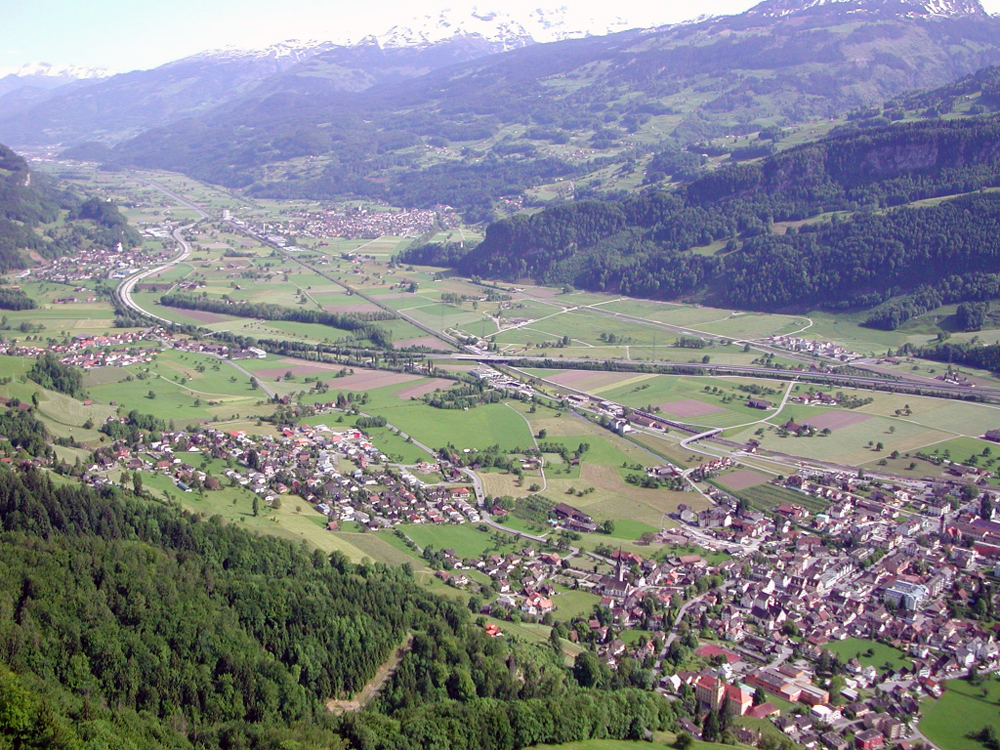
Widok na Walenstadt

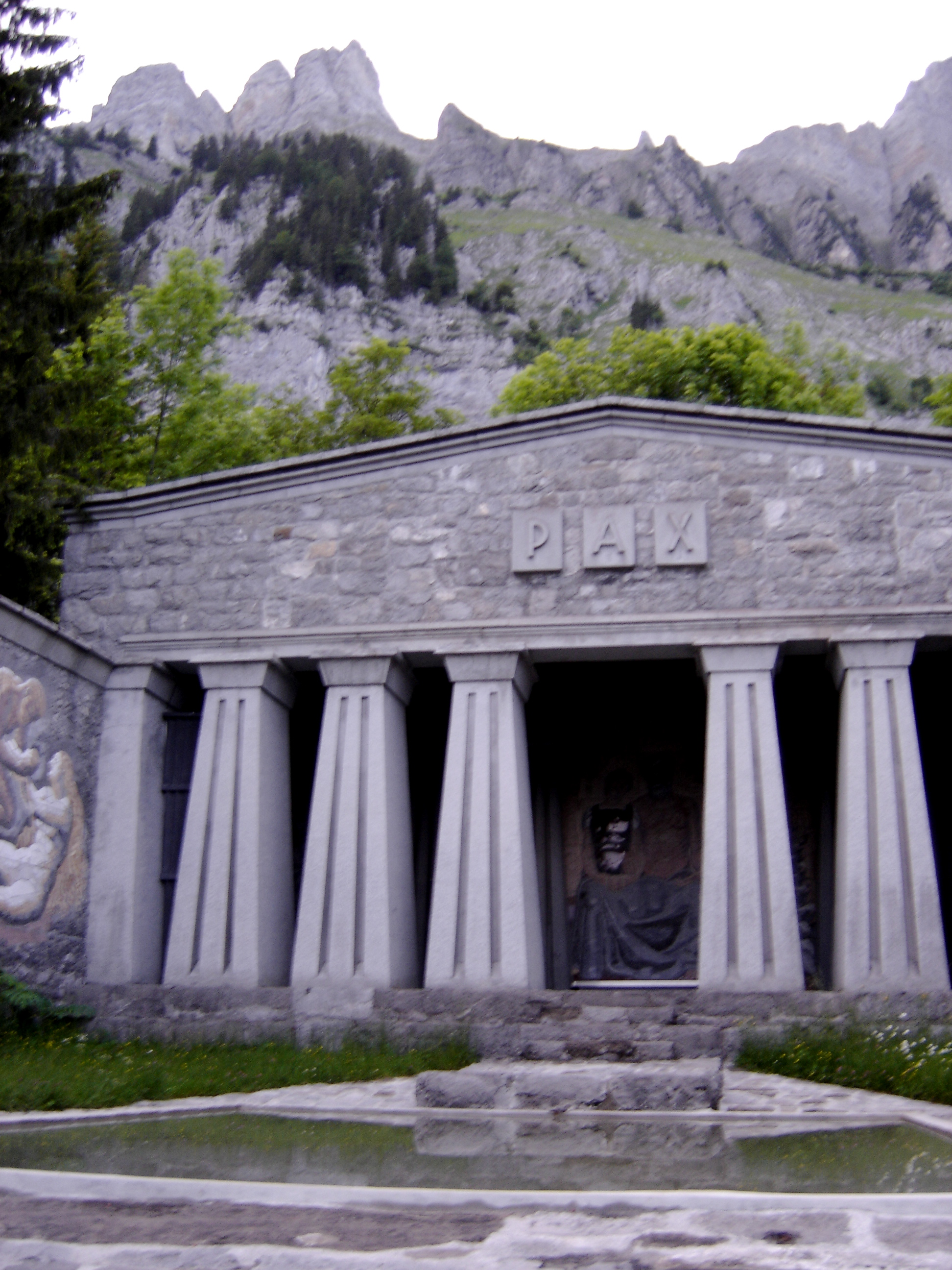
Pomnik Paxmal

Walenstadt (rm. Riva) – miejscowość i gmina we wschodniej Szwajcarii, w kantonie St. Gallen, w okręgu Sarganserland. Leży nad jeziorem Walensee.
Miejscowościami wchodzącymi w skład gminy są: Walenstadt, Walenstadtberg, Berschis i Tscherlach. Wszystkie te miejscowości są połączone linią miejskiego przedsiębiorstwa komunikacji. W Walenstadtbergu znajduje się słynny pomnik noszący nazwę Paxmal, wybudowany przez Karla Bickela.

## Demografia
W Walenstadt mieszka 5 801 osób. W 2021 roku 18,6% populacji gminy stanowiły osoby urodzone poza Szwajcarią. 
| Rok             | 1850 | 1900 | 1950 | 1980 | 2000 | 2005 | 2021 |
| Liczba ludności | 1868 | 2994 | 3349 | 3605 | 4532 | 4749 | 5801 |

## Osoby

### urodzone w Walenstadt
- Eduard Thurneysen (1888–1977) – szwajcarski teolog
- Franz Josef Benedikt Bernold (Barde von Riva) (1765–1844) – dobrze wykształcony obywatel Walenstadtu
- Marco Büchel (1971) – liechtensteiński narciarz, srebrny medalista mistrzostw świata w slalomie gigancie
- Peter „Cool Man“ Steiner (1917–2007) – muzyk

### związane z gminą
- Edward Walter Eberle (1864–1929), amerykański admirał – jego ojciec pochodził stąd
- Enrico Lavarini (1948), muzyk, kompozytor, nauczyciel i dyrygent – mieszka tutaj
- Karl Bickel (1886–1982), twórca pomnika PaxMal w Walenstadtbergu – zmarł tutaj

## Transport
Przez teren gminy przebiegają autostrada A3 oraz droga główna nr 3.